# Campionat britànic de motocròs 1969
La temporada de 1969 del Campionat britànic de motocròs fou la 18a edició d'aquest campionat, organitzat per l'ACU.

## Classificació final

### 500cc
| Posició | Pilot           | Motocicleta | Punts |
| ------- | --------------- | ----------- | ----- |
| 1       | John Banks      | BSA         | 75    |
| 2       | Vic Allan       | Greeves     | 32    |
| 3       | Keith Hickman   | BSA         | 18    |
| 4       | Bryan Goss      | Husqvarna   | 18    |
| 5       | Alan Clough     | Husqvarna   | 15    |
| 6       | Chris Horsfield | BSA Metisse | 14    |
| 7       | Bryan Wade      | Greeves     | 14    |
| 8       | Dave Nicoll     | BSA         | 13    |
| 9       | Arthur Browning | Greeves     | 9     |
| 10      | Andy Roberton   | AJS         | 9     |

### 250cc
| Posició | Pilot           | Motocicleta | Punts |
| ------- | --------------- | ----------- | ----- |
| 1       | Bryan Wade      | Greeves     | 39    |
| 2       | Malcolm Davis   | AJS i ČZ    | 35    |
| 3       | Bryan Goss      | Husqvarna   | 31    |
| 4       | Alan Clough     | Husqvarna   | 25    |
| 5       | Dave Bickers    | ČZ          | 24    |
| 6       | Vic Allan       | Greeves     | 22    |
| 7       | Arthur Browning | Greeves     | 20    |
| 8       | Andy Roberton   | AJS         | 18    |
| 9       | Jeff Smith      | BSA         | 12    |
| 10      | Dick Clayton    | Greeves     | 5     |